# Vicious Cycle Software
Vicious Cycle Software foi uma companhia desenvolvedora de jogos eletrônicos estabelecida em Chapel Hill, Carolina do Norte, Estados Unidos.

## História
A Vicious Cycle foi fundada no ano 2000 por Eric Peterson, Dave Ellis, Marc Racine e Wayne Harvey depois que as dispensas no estúdio MicroProse local de desenvolvimento (então um estúdio Hasbro Interactive) faliu forçou vários desenvolvedores a procurar outro trabalho. Ellis abandonou a companhia no Verão do ano 2000, mas voltou em 2005 para assumir o cargo de designer. Racine resignou-se como Vice-presidente e Diretor da Produção na Primavera de 2005 para perseguir outros empreendimentos. A  Vicious Cycle lançou vários títulos para os sistemas PlayStation 2, Xbox, Nintendo GameCube, e PlayStation Portable assim como a plataforma Microsoft Windows.
Em 2005, a Vicious Cycle anunciou a abertura da sua divisão Monkey Bar Games. A Monkey Bar Games é focada em prover mercado maciço de jogos para gamers de todas as idades. Até aqui, a Monkey Bar Games lançou jogos eletrônicos que incorporam personagens autorizados de Dora the Explorer e Curious George. Um jogo também foi lançado no final de 2006 para coincidir com o lançamento do  filme animado Flushed Away.
Também em 2005, a Vicious Cycle anunciou o lançamento do seu motor Vicious Engine, que é um desenvolvimento completo de jogo, uma solução middleware do PlayStation 2, PlayStation 3, Xbox, Xbox 360, PlayStation Portable, Nintendo GameCube, Wii, e Windows de Microsoft. O Vicious Engine é um dos primeiros motores de jogo a oferecer um suporte completo para as plataformas PSP e Wii.
No dia 20 de Junho de 2007, a Vicious Cycle foi adquirida pela  D3 Publisher, fazendo a Vicious Cycle Software uma subsidiária da D3 Publisher da América e uma subsidiária second-party da D3 Inc.Vicious Cycle lançou Eat Lead: The Return of Matt Hazard para Xbox 360 e PlayStation 3 em 26 de fevereiro de 2009. Em 1º de outubro de 2009, eles anunciaram Matt Hazard: Blood Bath and Beyond para Xbox LIVE Arcade e para a PlayStation Store no inverno de 2009.
A segunda versão da Vicious Engine, V e2 , foi lançada em 25 de março de 2009 na Game Developers Conference. Ele apresenta especificamente melhorias para o Xbox 360 e PlayStation 3. 
Na primavera de 2014, a Vicious Cycle foi adquirida pela Little Orbit. 
Quando os dois jogos finais (Adventure Time: Finn & Jake Investigations e Kung Fu Panda: Showdown of Legendary Legends) se aproximaram da conclusão, várias demissões reduziram o estúdio a uma pequena equipe de desenvolvedores. A Vicious Cycle fechou suas portas permanentemente em janeiro de 2016.